# کاتالیست کربتری
کاتالیزور کربتری (به انگلیسی: Crabtree's catalyst) با فرمول شیمیایی C۳۱H۵۰F۶IrNP۲ یک ترکیب شیمیایی است.